# الدوري الإنجليزي لكرة القدم 1952–53
الدوري الإنجليزي لكرة القدم 1952–53 (بالإنجليزية: 1952–53 Football League)‏ هو موسم من دوري كرة القدم الإنجليزي. فاز فيه نادي أرسنال.